# 押谷富三
押谷 富三（おしたに とみぞう、1893年〈明治26年〉2月5日 - 1985年〈昭和60年〉4月15日）は、日本の弁護士、政治家。衆議院議員（5期）。幕末出石藩家老、河合長孝の孫にあたる。

## 来歴
滋賀県東浅井郡浅井町（現・長浜市）出身。1916年（大正5年）関西大学法科を卒業。弁護士となる。
1931年（昭和6年）9月25日、大阪府会議員選挙に大阪市北区選挙区から立候補して当選した。その後、再選して1936年（昭和11年）1月25日に辞職した。1939年（昭和14年）9月25日に3選を果たした。1946年（昭和21年）12月29日から1947年（昭和22年）4月29日まで第40代大阪府会副議長を務めた。同日、任期満了で府会議員も退任した。
1949年（昭和24年）1月、第24回衆議院議員総選挙に大阪府第2区から出馬し当選。その後、第25回、第26回、第28回、第30回総選挙で当選し、衆議院議員を通算5期務めた。この間、 第4次吉田内閣・法務政務次官、第3次池田内閣と第1次佐藤内閣の文部政務次官、衆議院行政監察特別委員長、自由党総務、同政調会法務部長、自由民主党全国組織委員会副委員長兼文化部長、同総務、同在外資産問題議員懇談会副会長、同大阪府連会長などを歴任した。
1965年（昭和40年）、勲二等瑞宝章受章。
1985年（昭和60年）4月15日死去、92歳。死没日をもって従四位に叙される。